# Clemens Schoppenhauer
Clemens Schoppenhauer (* 23. Februar 1992 in Bremerhaven) ist ein deutscher Fußballspieler. Er wird vorwiegend in der Innenverteidigung eingesetzt.

## Laufbahn
Schoppenhauer stammt aus Loxstedt in der Nähe Bremerhavens. Im Sommer 2005 wechselte Schoppenhauer von der JSG Weser-Stotel in die Jugend von Werder Bremen. Dort spielte er von 2007 bis 2009 in der B-Junioren-Bundesliga, ab 2009 in der A-Junioren-Bundesliga. In der Saison 2010/11 war er Kapitän der Bremer U-19.
Am 30. Oktober 2010 debütierte er für Werder Bremens U-23-Mannschaft beim 0:1 gegen den 1. FC Heidenheim in der 3. Liga. Schoppenhauer spielte bei seinem ersten Einsatz im Herrenbereich über 90 Minuten. In den folgenden Spielen kam er zu weiteren Einsätzen.
Aufgrund von Personalsorgen wurde Schoppenhauer auch in den vorläufigen Kader für das Champions-League-Auswärtsspiel von Werder Bremen am 24. November 2010 gegen Tottenham Hotspur berufen und reiste mit der Profimannschaft nach England. Wegen vieler Verletzungen standen Werder in diesem Spiel nur elf Profis zur Verfügung. Im endgültigen Kader stand Schoppenhauer jedoch nicht. Im Winter 2011 reiste er mit den Profis ins Trainingslager nach Belek und trainierte fortan regelmäßig mit der Bundesligamannschaft der Bremer.
Zur Saison 2014/15 wechselte Schoppenhauer zu den Würzburger Kickers. Am 31. Mai 2015 stieg er mit der Mannschaft nach der Relegation gegen den 1. FC Saarbrücken in die 3. Liga auf. Im Mai 2016 gelang ihm mit Würzburg der Aufstieg in die 2. Bundesliga, dem ein Jahr später der direkte Wiederabstieg folgte.
Am 29. Mai 2017 verpflichtete der Zweitligist FC St. Pauli Schoppenhauer für die Saison 2017/18. In seiner ersten Saison kam er auf je zwei Zweitliga- und Regionalligaeinsätze in der zweiten Mannschaft.
Nachdem Schoppenhauer in der Saison 2018/19 zu keinem Zweitligaeinsatz, sondern lediglich zu zwölf Regionalligaeinsätzen gekommen war, wechselte er Anfang Januar 2019 zum Drittligisten VfR Aalen, bei dem er einen Vertrag mit einer Laufzeit bis zum 30. Juni 2020 erhielt. Nach dem Trainerwechsel von Argirios Giannikis zu Rico Schmitt im Februar 2019 wurde Schoppenhauer dort zum Mannschaftskapitän ernannt. Nach dem feststehenden Abstieg Aalens löste Schoppenhauer seinen Vertrag zum Saisonende auf und schloss sich dem Drittligaaufsteiger Chemnitzer FC an.
Zur Saison 2020/21 wechselte er zum viertklassigen FC Oberneuland. Direkt zu Beginn gewann er mit Oberneuland den Bremer Pokal aus der Saison 2019/20, dessen Finale aufgrund der COVID-19-Pandemie erst im August 2020 ausgetragen wurde. Im Sommer 2021 beendete Schoppenhauer seine aktive Spielerkarriere zunächst im Alter von 29 Jahren, schloss sich dann im Januar 2022 aber im Amateurbereich dem abstiegsbedrohten Oberligisten FC Hagen/Uthlede an. Mit dem Verein stieg er am Saisonende in die sechstklassige Landesliga ab.

## Erfolge
- Aufstieg in die 3. Liga: 2015 (mit den Würzburger Kickers)
- Aufstieg in die 2. Bundesliga: 2016 (mit den Würzburger Kickers)
- Bremer Pokal: 2019/20 (mit dem FC Oberneuland)